# غلامان عليا (مقاطعة دورة)
غلامان عليا (بالفارسية: غلامان علیا) هي قرية تقع في Shurab Rural District في إيران. يقدر عدد سكانها بـ 87 نسمة بحسب إحصاء 2016.